# Race Around Poland
Race Around Poland (RAP) – ultramaraton kolarski rozgrywany od 2021 roku na trasie wokół granic Polski. Dystans pełnej pętli wynosi ok. 3 600 km, a łączna suma przewyższeń przekracza 33 000 m. Start i meta znajdują się w Warszawie.

## Historia
Inauguracyjna edycja odbyła się w lipcu 2021 roku; w kategorii solo semi-supported zwyciężył Łotysz Arvis Sprude, ustanawiając ówczesny rekord świata WUCA w jeździe siedmiodobowej. W kategorii solo unsupported wygrała Agata Wójcikiewicz. Rok później triumfował Polak Marek Rupiński (solo semi-supported), a w kategorii solo unsupported najlepszy był Jarosław Kędziorek.
Od 2023 roku RAP pełni rolę gospodarza WUCA World UltraCycling Championships w wersji unsupported; trzecia edycja mistrzostw odbędzie się podczas RAP 2025.

## Format
Zawodnicy mogą ścigać się:
- solo (z samochodem wsparcia lub bez),
- w dwu- albo czteroosobowych zespołach,
- na krótszych dystansach kontrolnych (½ RAP – 1 800 km, ¼ RAP – 900 km oraz „RAP Challenge” – 300 km).

Wyścig stanowi oficjalną kwalifikację do Race Across America.

## Trasa
Stała trasa wiedzie możliwie blisko zewnętrznej granicy Polski (Mazowsze → Podlasie → Warmia i Mazury → Pomorze → Ziemia Lubuska → Sudety → Karpaty → Lubelszczyzna → powrót do Warszawy). Na długich fragmentach pokrywa się z popularnymi szlakami rowerowymi: Green Velo, Szlak Rowerowy Wokół Tatr i VeloDunajec.

## Zwycięzcy pełnego dystansu (3 600 km)
| Rok  | Kategoria                            | Zwycięzca          | Czas      | Średnia [km/h] |
| ---- | ------------------------------------ | ------------------ | --------- | -------------- |
| 2021 | 4-person team                        | Flahute.cc         | 150:13:39 | 23,69          |
| 2021 | Solo semi-supported                  | Arvis Sprude       | 199:52:48 | 18,01          |
| 2021 | Solo unsupported                     | Agata Wójcikiewicz | 241:15:23 | 14,92          |
| 2022 | Solo semi-supported                  | Marek Rupiński     | 227:58:56 | 15,78          |
| 2022 | Solo unsupported                     | Jarosław Kędziorek | 236:42:56 | 15,20          |
| 2023 | Solo supported M50- World Champion   | Jimmy Rönn         | 163:26:35 | 22,14          |
| 2023 | Solo supported F50- World Champion   | Nicole Reist       | 194:40:53 | 18,58          |
| 2023 | Solo supported M50+ World Champion   | Joe Barr           | 213:34:39 | 16,94          |
| 2023 | Solo unsupported                     | Krystian Jakubek   | 191:38:40 | 18,88          |
| 2024 | Solo supported M50- World Champion   | Rainer Steinberger | 149:33:42 | 24,11          |
| 2024 | Solo supported F50+ World Champion   | Isa Pulver         | 165:29:14 | 21,79          |
| 2024 | Solo supported M50+ World Champion   | Kurt Matzler       | 214:14:52 | 16,83          |
| 2024 | Solo supported F50- World Champion   | Joanna Balawajder  | 283:26:52 | 12,72          |
| 2024 | Solo unsupported M50- World Champion | Jakub Tomasik      | 180:47:05 | 19,95          |
| 2024 | Solo unsupported F50- World Champion | Aneta Lamik        | 228:12:29 | 15,80          |
| 2024 | Solo unsupported M50+ World Champion | Adam Szczygieł     | 255:30:41 | 14,11          |

## Rekordy
- Najszybszy przejazd pełnej pętli: 6 d 5 h 33 m 42 s – Rainer Steinberger (2024)[6].
- Najwyższa średnia prędkość na 300 km (RAP Challenge): 38,05 km/h – Damian Pazikowski (2023)[7].

## Znaczenie i wyróżnienia
- Od 2022 RAP posiada status kwalifikatora Race Across America(inne języki).
- W 2023 przyznano mu rangę mistrzostw świata WUCA w kategorii supported, co zrównało wydarzenie prestiżem z austriackim Race Around Austria(inne języki)[4].
- Partnerem Race Around Poland jest Urząd Miasta Stołecznego Warszawy